# Sportmans Shores
Sportmans Shores est une census-designated place du comté de Mayes, dans l'État d'Oklahoma, aux États-Unis. En 2020, elle compte une population de 239 habitants.